# Gemeinde Duplek

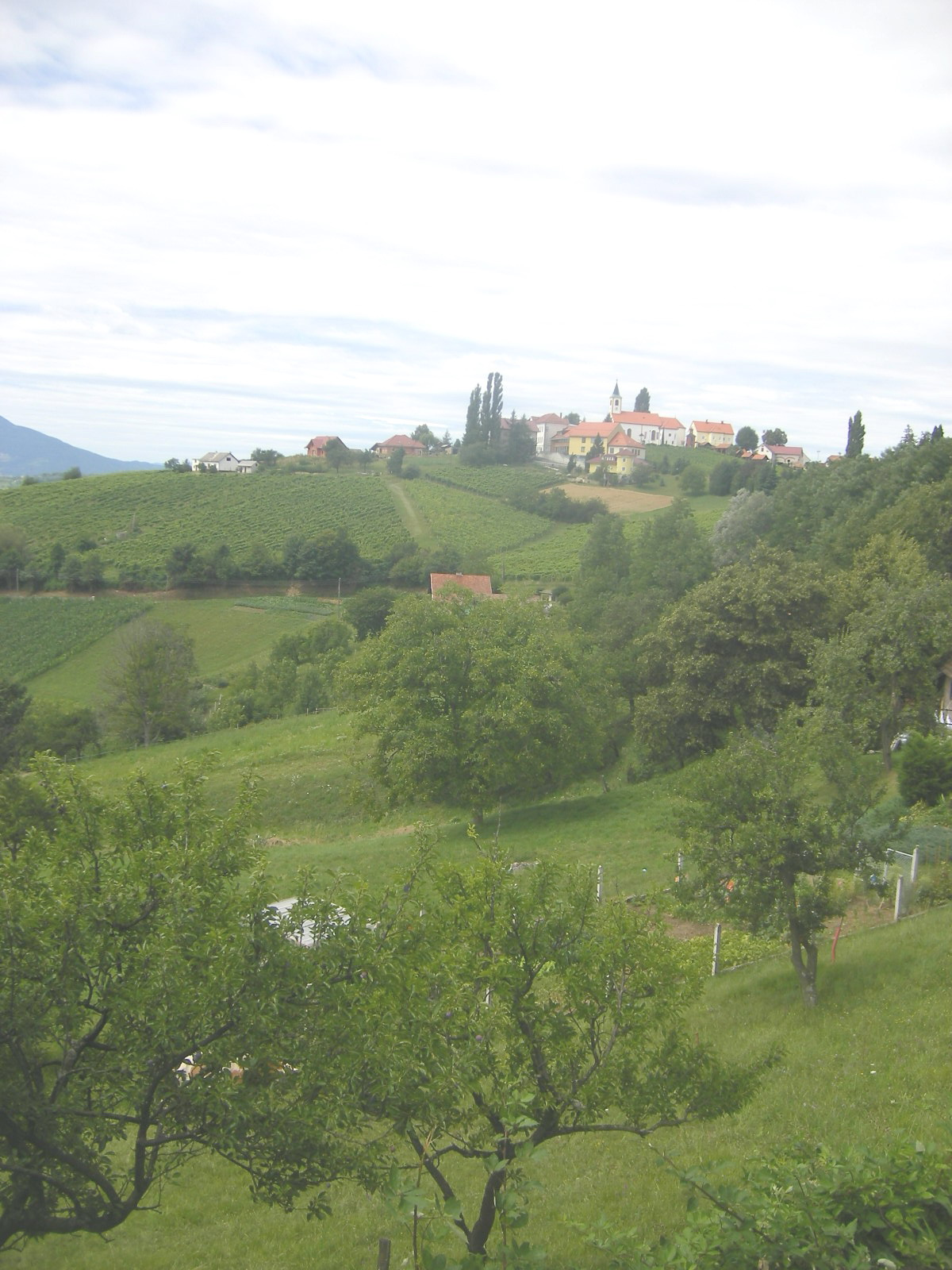
Zgornja Korena, Gemeinde Duplek

Duplek (deutsch: Täubling) ist eine Gemeinde in der historischen Landschaft Untersteiermark, Region Podravska in Slowenien.

## Lage
Die aus zehn Dörfern bestehende Gemeinde liegt 10 km südöstlich von Maribor am nordwestlichen Rand der Windischen Bühel (Slovenske gorice) und am linken Ufer der Drau. Sitz der Gemeindeverwaltung ist die Ortschaft Spodnji Duplek.

## Ortschaften
Die Gemeinde umfasst 10 Ortschaften. Die deutschen Exonyme in den Klammern stammen aus der Mitte des 19. Jahrhunderts und werden heutzutage nicht mehr verwendet:
- Ciglence (Ziglenzen)
- Dvorjane (Sankt Martin)
- Jablance (Jablanach)
- Spodnja Korena (Unterwurz)
- Spodnji Duplek (Untertäubling)
- Vurberk (Wurmberg)
- Zgornja Korena (Oberwurz)
- Zgornji Duplek (Obertäubling)
- Zimica (Wintersbach)
- Žikarce (Schikarzen)

## Sehenswürdigkeiten
- Kamenščak-Hrastovec-Landschaftsschutzpark

## Nachbargemeinden
| Maribor |                                             | Lenart |
|         | Kompassrose, die auf Nachbargemeinden zeigt |        |
| Starše  |                                             | Ptuj   |

## Persönlichkeiten
- Gotthard Kuglmayr (1754–1825), Benediktiner, Abt des Stiftes Admont 1788–1818